# کربن منوکسید
کربن مونوکسید یا مونوکسید کربن(به انگلیسی: Carbon monoxide) یک گاز بسیار سمی و اشتعال‌زا است. تشخیص این گاز برای انسان (بدون ابزار) به‌دلیل نداشتن هیچگونه رنگ، بو و مزه دشواریا حتی غیرممکن است. این گاز معمولا بر اثر سوختن ناقص موادی از قبیل ذغال سنگ، گاز شهری یا چوب تشکیل می‌شود.